# Attalens
Attalens (frp. Atalin) – gmina (fr. commune; niem. Gemeinde) w Szwajcarii, w kantonie Fryburg, w okręgu Veveyse. 

## Demografia
W Attalens mieszka 3 580 osób. W 2020 roku 18,2% populacji gminy stanowiły osoby urodzone poza Szwajcarią.

## Transport
Przez teren gminy przebiegają drogi główne nr 151 oraz nr 193.